# Közös Európai Referenciakeret
A Közös Európai Referenciakeret: nyelvtanulás, nyelvtanítás, értékelés, röviden KER, kevésbé elterjedt, de szabatosabb nevén Közös Európai Nyelvi Referenciakeret (angolul: Common European Framework of Reference for Languages: Learning, Teaching, Assessment, röviden CEFR) az Európa Tanács által 1989 és 1996 között kidolgozott útmutató a nyelvtudás szintjének Európa-szerte egységes meghatározására.
A hagyományos fokozatok megfelelései az alábbiak szerint alakulnak:
- Alapfok: B1 szint („küszöbszint”)
- Középfok: B2 szint („középszint”)
- Felsőfok: C1 szint („haladó”)

Továbbá 2014 márciusától:
- Belépőfok: A2 szint („alapszint”)[6]

A korábbi magyarországi vizsgarendszer 2008-ig volt érvényben, de több nyelvvizsga-központ bizonyítványai már korábban is megadták a Közös Európai Referenciakeret skálája szerinti szintet.
Az alábbi hatszintes rendszer egyre inkább teret nyer a nyelvtudás nemzetközileg elfogadott kiértékelésében. Egyes meglévő vizsgaközpontok azonban a könnyebb megjegyezhetőség érdekében megőrizték a korábbi elnevezéseket (pl. „középfok”).

## Szintek
A Közös Európai Referenciakeret a nyelvtanulókat három nagy csoportba sorolja, amelyeket hat szintre lehet bontani:
A Alapszintű nyelvhasználó (Basic User)
A1 Minimumszint (Breakthrough)
A2 Alapszint (Waystage)
B Önálló nyelvhasználó (Independent User)
B1 Küszöbszint (Threshold)
B2 Középszint (Vantage)
C Mesterfokú nyelvhasználó (Proficient User)
C1 Haladó (Effective Operational Proficiency)
C2 Mesterfok (Mastery)
A CEFR megadja, hogy a nyelvtanulónak az egyes szinteken milyen képességekkel kell rendelkeznie olvasás, írás, beszéd és hallás utáni értés terén.
| Szint | Leírás |
| ----- | --- |
| A1    | Képes egyszerű kapcsolatteremtésre, ha a másik személy hajlandó a mondanivalóját kissé lassabban vagy más kifejezésekkel is megismételni, illetve segíti a mondanivaló megformálását. Fel tud tenni és meg tud válaszolni olyan kérdéseket, amelyek a mindennapi szükségletek konkrét kifejezésére szolgálnak. Egyszerű kifejezésekkel és mondatokkal be tudja mutatni a lakóhelyét és az ismerőseit. |
| A2    | Az egyszerű, rutinszerű helyzetekben egyszerű és közvetlen módon cserél információt mindennapi tevékenységekről vagy témákról. A nagyon rövid információcserére még akkor is képes, ha egyébként nem ért meg eleget ahhoz, hogy a társalgásban folyamatosan részt vegyen. Egyszerű eszközökkel és mondatokkal tud beszélni a családjáról és más személyekről, életkörülményeiről, tanulmányairól, jelenlegi vagy előző szakmai tevékenységeiről.                                                                           |
| B1    | Elboldogul a legtöbb olyan nyelvi helyzetben, amely utazás során adódik. Felkészülés nélkül részt tud venni az ismert, az érdeklődési körének megfelelő, vagy a mindennapi témákról (pl. család, szabadidő, tanulás, munka, utazás, aktuális események) folyó társalgásban. Egyszerű kifejezésekkel tud beszélni élményekről, eseményekről, álmairól, reményeiről és céljairól. Röviden is meg tudja magyarázni, indokolni véleményét és terveit.                                                                          |
| B2    | Az anyanyelvi beszélővel természetes, könnyed és közvetlen kapcsolatteremtésre képes. Aktívan részt tud venni az ismert témákról folyó társalgásban, úgy, hogy közben érvelve kifejti a véleményét. Világosan és kellő részletességgel fejezi ki magát számos, az érdeklődési körébe tartozó témában. Ki tudja fejteni a véleményét valamely aktuális témáról úgy, hogy részletezi a különböző lehetőségek előnyeit és hátrányait.                                                                                         |
| C1    | Folyamatosan és gördülékenyen fejezi ki magát, ritkán keresi a szavakat és kifejezéseket. A nyelvet könnyeden és hatékonyan használja a különböző társadalmi és szakmai kapcsolatokban. Gondolatait, véleményét pontosan ki tudja fejteni; hozzászólásait a beszélőtársakéhoz tudja kapcsolni. Világosan és részletesen tud leírni bonyolult dolgokat úgy, hogy más kapcsolódó témaköröket is bevon, egyes elemeket részletez, és mondanivalóját megfelelően fejezi be.                                                    |
| C2    | Könnyedén részt tud venni bármilyen társalgásban, vitában; nagy biztonsággal alkalmaz sajátos kifejezéseket és különböző nyelvi fordulatokat. Gördülékenyen, szabatosan, az árnyalatok finom kifejezésére is ügyelve beszél. Ha elakad, úgy kezdi újra és fogalmazza át a mondandóját, hogy az szinte fel sem tűnik. Világosan és folyamatosan, stílusát a helyzethez igazítva ír le vagy fejt ki bármit, előadását logikusan szerkeszti meg; segíti a hallgatót abban, hogy a lényeges pontokat kiragadja és megjegyezze. |

Ezek a jellemzések az Európában beszélt nyelvek bármelyikére vonatkozhatnak; fordításuk sok nyelven létezik.

## Használata a nyelvvizsgáztatásban
A Cambridge-i Egyetem és a Salamancai Egyetem által alapított Nyelvvizsgáztatók Európai Szövetsége (Association of Language Testers in Europe, ALTE), valamint némely más európai vizsgáztató intézmények az alábbi módon sorolták be egyes elterjedtebb vizsgatípusok szintjeit a fenti szintrendszerbe:
| ALTE-szint         | CEFR-szint | Goethe Intézet                                                  | Alliance française vizsga                      | Cambridge exam | UNIcert (több nyelven) |
| ------------------ | ---------- | --------------------------------------------------------------- | ---------------------------------------------- | -------------- | ---------------------- |
| Level 5            | C2         | Zentrale Oberstufenprüfung, kleines Dt. Sprachdiplom            | Diplôme de Hautes Etudes Françaises            | CPE            | UNIcert IV             |
| Level 4            | C1         | Zentrale Mittelstufenprüfung, Prüfung Wirtschaftsdeutsch        | Diplôme Supérieur d’Etudes Françaises Modernes | CAE            | UNIcert III            |
| Level 3            | B2         | Zertifikat Deutsch Plus *), Zertifikat Deutsch für den Beruf *) | Diplôme de Langue Française                    | FCE            | UNIcert II             |
| Level 2            | B1         | Zertifikat Deutsch *)                                           | Certificat d’Etudes de Français Pratique II    | PET            | UNIcert I              |
| Level 1            | A2         | Start Deutsch 2 *)                                              | Certificat d’Etudes de Français Pratique I     | KET            | -                      |
| Breakthrough level | A1         | Start Deutsch 1 *)                                              |                                                | -              | -                      |

### Magyarul
- KER online – a Közös Európai Referenciakeret által meghatározott szintekhez szükséges nyelvtudás ismertetése nyelvtanároknak és diákoknak, feladatokkal
- Az egyes szintek és készségek leírása táblázatban Archiválva 2014. július 14-i dátummal a Wayback Machine-ben (DOC)

### Angolul
- www.coe.int/lang-CEFR - Európa Tanács: Közös Európai Nyelvi Referenciakeret (angolul)
- Association of Language Testers in Europe